# Kim Seok-jin
Kim Seok-jin (tiếng Hàn: 김석진; sinh ngày 4 tháng 12 năm 1992), thường được biết đến với nghệ danh Jin, là một nam ca sĩ và nhạc sĩ người Hàn Quốc. Anh là thành viên của nhóm nhạc nam Hàn Quốc BTS. Jin đồng sáng tác và phát hành 3 bài hát solo với BTS: "Awake" (2016), "Epiphany" (2018) và "Moon" (2020), tất cả đều ra mắt trên Gaon Digital Chart của Hàn Quốc. Năm 2019, Jin phát hành bài hát solo đầu tay "Tonight". Đĩa đơn solo đầu tay của anh là "The Astronaut" được phát hành vào ngày 28 tháng 10 năm 2022.
Ngoài ca hát, Jin còn xuất hiện với tư cách người dẫn chương trình trong nhiều chương trình âm nhạc của Hàn Quốc từ năm 2016 đến năm 2018. Năm 2018, anh được Tổng thống Hàn Quốc trao tặng Huân chương Văn hóa với các thành viên khác của BTS nhờ những đóng góp của nhóm trong việc truyền bá văn hóa Hàn Quốc

## Tiểu sử
Kim Seok-jin sinh ngày 4 tháng 12 năm 1992 tại Gwacheon, Gyeonggi-do, Hàn Quốc
. Anh là con út trong một gia đình có 2 anh em trai. Năm 2007, anh tham gia một trại hè tại Úc để trau dồi vốn tiếng Anh.
Jin ban đầu mong muốn trở thành một nhà báo, nhưng quyết định theo đuổi sự nghiệp diễn xuất sau khi xem Kim Nam-gil trong Nữ hoàng Seondeok. Khi còn học tại trường trung học, Jin được SM Entertainment tuyển chọn ngay trên đường phố, nhưng từ chối lời đề nghị vào thời điểm đó. Sau dự định trở thành một diễn viên, anh theo học tại Đại học Konkuk chuyên ngành Nghệ thuật và Diễn xuất và tốt nghiệp vào ngày 22 tháng 2 năm 2017. Sau đó, anh theo học cao học tại Đại học Hanyang Cyber với mục đích theo đuổi nghiên cứu trong lĩnh vực khác ngoài âm nhạc.

## Sự nghiệp

### 2013–nay: BTS

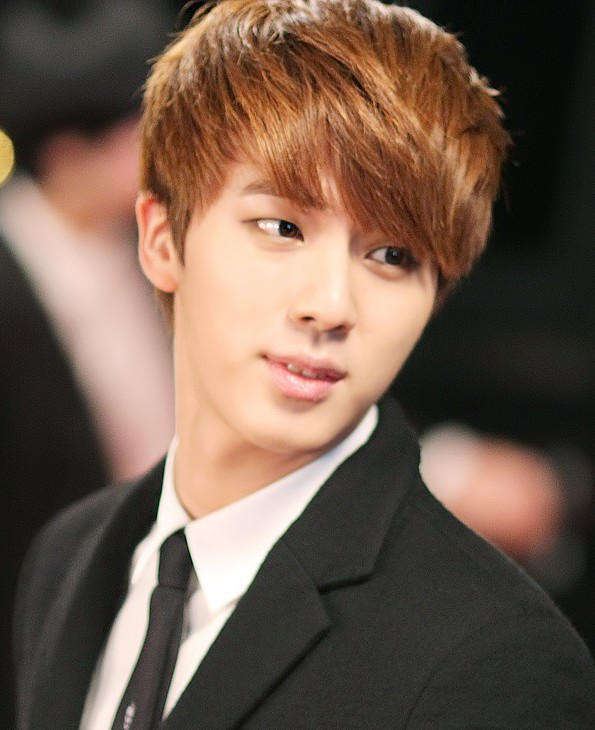
Jin tại Melon Music Awards vào tháng 11 năm 2013.

Jin được Big Hit Entertainment tuyển chọn vì ngoại hình của anh khi dạo phố. Thời điểm đó, anh đang theo học diễn xuất và không có kiến thức nền tảng về âm nhạc. Sau đó, Jin thử giọng cho Big Hit với tư cách là diễn viên trước khi trở thành một thực tập sinh thần tượng. Ngày 13 tháng 6 năm 2013, Jin chính thức ra mắt với tư cách là một trong bốn giọng ca chính của BTS với album đầu tay 2 Cool 4 Skool của nhóm. Jin phát hành bài hát đầu tiên do anh đồng sản xuất với đĩa đơn solo "Awake" trong album Wings vào năm 2016. Bài hát đạt vị trí số 31 trên Gaon Music Chart và vị trí số 6 trên bảng xếp hạng Billboard World Digital Singles Chart. Tháng 12 năm 2016, anh phát hành phiên bản Giáng Sinh của "Awake" thông qua SoundCloud.
Ngày 9 tháng 8 năm 2018, bài hát solo thứ hai "Epiphany" của anh được phát hành như một đoạn giới thiệu cho album tổng hợp sắp tới của BTS, Love Yourself: Answer. Bài hát được Billboard mô tả là một "bản nhạc pop-rock" với lời bài hát kể về sự chấp nhận bản thân và tình yêu bản thân. Phiên bản đầy đủ của bài hát sau đó được phát hành trong Love Yourself: Answer, đạt vị trí số 30 trên Gaon Music Chart và vị trí số 4 trên Billboard World Digital Singles Chart.
Anh phát hành bài hát solo thứ ba "Moon" trong album phòng thu Map of the Soul: 7 của nhóm vào năm 2020. Nhà báo Jae-ha Kim của Variety mô tả "Moon" là một bài hát power pop gửi đến người hâm mộ BTS. "Moon" đạt vị trí số 1 trên Gaon Digital Chart và vị trí số 2 trên bảng xếp hạng World Digital Song Sales của Billboard.

### 2015–nay: Hoạt động solo

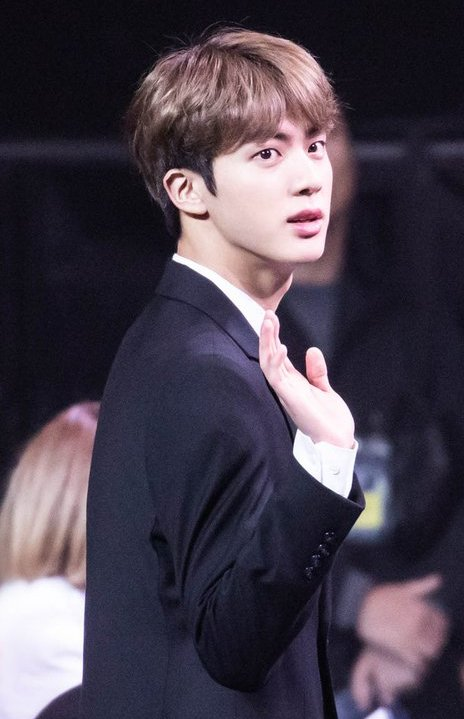
Jin tại Korean Popular Culture and Arts Awards vào tháng 10 năm 2018.

Jin hợp tác với thành viên V trong bài hát "It's Definitely You" được phát hành như một bản nhạc phim cho Hoa lang. Sau đó, anh nhận được đề cử trong hạng mục Nhạc phim xuất sắc nhất với V tại lễ trao giải Melon Music Awards năm 2017. Anh cũng song ca với thành viên Jungkook và phát hành một phiên bản khác của "So Far Away", một bài hát từ mixtape cùng tên Agust D của thành viên Suga. Các bài hát cover solo của Jin bao gồm "Mom" của Ra.D, "I Love You" của Mate và "In Front Of The Post Office In Autumn" của Yoon Do-hyun vào năm 1994. chúng được phát hành lần lượt trên SoundCloud vào ngày 7 tháng 5 năm 2015, 3 tháng 12 năm 2015 và 7 tháng 6 năm 2018. Anh cũng xuất hiện nhiều lần với tư cách là người dẫn chương trình trên các chương trình giải thưởng âm nhạc Hàn Quốc, chẳng hạn như Music Bank và Inkigayo.
Ngày 4 tháng 6 năm 2019, Jin phát hành bài hát solo đầu tiên "Tonight" thuộc khuôn khổ BTS Festa 2019—sự kiện kỷ niệm ngày ra mắt của BTS hàng năm. Bản nhạc ballad acoustic được sáng tác bởi Jin với nhà sản xuất thu âm của Big Hit Music là Slow Rabbit và Hiss Noise. Lời bài hát được viết bởi Jin và trưởng nhóm RM với nguồn cảm hứng từ mối quan hệ giữa Jin và thú cưng của anh. Bài hát được đón nhận tích cực với lời khen ngợi về chất giọng của anh và bầu không khí êm dịu của bài hát.
Ngày 3 tháng 12 năm 2020, Jin phát hành bài hát solo thứ hai "Abyss" vào 1 ngày trước sinh nhật lần thứ 28 của anh. Bài hát thuộc thể loại ballad acoustic được lấy cảm hứng từ cảm xúc lo lắng, sự lưỡng lự và tình trạng kiệt sức của anh, Jin đồng sáng tác bài hát với RM và nhà sản xuất thu âm Bumzu và Pdogg. Trong bài đăng trên trang blog chính thức của BTS, Jin chia sẻ về nỗi bất an của anh đối với âm nhạc và những cảm xúc đen tối đó đã thúc đẩy anh sáng tác và phát hành bài hát.
Tháng 10 năm 2021, Jin thể hiện bài hát chủ đề cho bộ phim truyền hình Bí ẩn núi Jiri của tvN cùng video âm nhạc có các cảnh quay trong bộ phim. Ngày 4 tháng 12, Jin phát hành bài hát "Super Tuna" như một món quà cho người hâm mộ nhân dịp kỷ niệm sinh nhật lần thứ 29 của anh. Sản phẩm nhanh chóng trở nên lan truyền sau khi đoạn video vũ đạo của bài hát được đăng tải trên kênh YouTube của BTS vào cùng ngày. Đoạn video dẫn đầu Video âm nhạc phổ biến toàn cầu của YouTube trong 8 ngày liên tiếp và là video xu hướng thịnh hành ở 56 quốc gia, bao gồm Hàn Quốc, Peru và Singapore. Thử thách vũ đạo "Super Tuna Challenge" cũng được lan truyền trên TikTok với các video thử thách nhận được hơn 141,8 triệu lượt xem tích lũy trong 10 ngày.
Tháng 8 năm 2022, Jin hợp tác với Nexon với tư cách là nhà phát triển trò chơi đặc biệt cho MapleStory. Dự án được sản xuất dưới dạng chương trình Office Warrior Kim Seok Jin bao gồm 2 tập được phát hành trên kênh YouTube của MapleStory Korea. Ngày 15 tháng 10, Jin thông báo anh sắp ra mắt đĩa đơn solo đầu tay trong buổi hòa nhạc miễn phí Yet to Come in Busan của BTS. "The Astronaut" do Jin và ban nhạc rock người Anh Coldplay đồng sáng tác, đĩa đơn cùng video âm nhạc được phát hành vào ngày 28 tháng 10. Cuối cùng ngày, Jin biểu diễn bài hát trực tiếp với Coldplay trong buổi hòa nhạc của họ ở Buenos Aires thuộc khuôn khổ Music of the Spheres World Tour—chương trình được phát sóng trực tiếp đến các rạp chiếu phim trên toàn cầu tại hơn 70 quốc gia. Ngày 21 tháng 10, Big Hit phát hành "Tonight", "Abyss" và "Super Tuna" trên các dịch vụ phát trực tuyến trên toàn cầu dưới dạng đĩa đơn chính thức của Jin—cả 3 bài hát ban đầu chỉ được phát hành miễn phí trên SoundCloud và YouTube.

## Phong cách nghệ thuật
Jin sở hữu chất giọng tenor (giọng nam cao) và có thể chơi guitar. Trong cuốn tiểu thuyết BTS: The Review năm 2019 của Kim Young-dae, các thành viên của hội đồng giải Grammy nhận xét chất giọng của anh có khả năng kiểm soát hơi thở ổn định và giọng giả thanh mạnh mẽ. Nhà báo Choi Song-hye viết cho Aju News cho biết đĩa đơn "Spring Day" và "Fake Love" của BTS  thể hiện sự ổn định về chất giọng của Jin, trong khi B-side "Jamais Vu" đạt được điều này nhờ vào phạm vi cảm nhạc của anh. Hong Hye-min từ The Korea Times mô tả chất giọng của Jin là "dịu dàng, buồn bã, [và] tự do" và xem đó là "yếu tố nổi bật" trong bản ballad solo "Epiphany". Nhà phê bình Park Hee-a khi thảo luận về "Epiphany" cho biết Jin "thể hiện những cảm xúc tình cảm nhất" trong bài hát solo từ Love Yourself: Answer. Trong một bài đánh giá về "Fake Love", Park Hee-a nhận xét kỹ thuật belting của Jin là một "minh chứng hiệu quả [của bài hát]".

## Hình ảnh công chúng

### Từ thiện
Tháng 12 năm 2018, Jin quyên góp nhiều vật dụng khác nhau cho Hiệp hội Phúc lợi Động vật Hàn Quốc nhân dịp sinh nhật của anh, bao gồm thực phẩm, chăn và bát đĩa cho tổ chức. Cùng ngày, anh cũng quyên góp 321 kg thực phẩm cho Tổ chức Bảo vệ Quyền lợi Động vật (KARA), một tổ chức phúc lợi động vật phi lợi nhuận khác của Hàn Quốc.
Kể từ tháng 5 năm 2018, Jin là nhà tài trợ hàng tháng cho UNICEF Hàn Quốc, yêu cầu giữ bí mật về số tiền quyên góp của anh vào thời điểm đó. Mặc dù vậy, điều này sau cùng cũng được công khai sau khi anh được UNICEF Honors Club vinh danh vào tháng 5 năm 2019 vì khoản quyên góp hơn 100 triệu KRW (khoảng 84,000 USD).

### Ảnh hưởng
Theo cuộc khảo sát do Gallup Korea thực hiện, Jin được chọn ở vị trí số 11 trong danh sách thần tượng được yêu thích nhất năm 2019 và ở vị trí số 6 cho nữ giới ở độ tuổi từ 13–19 tại Hàn Quốc.

## Đời tư
Kể từ năm 2018, Jin sống tại Hannam-dong, Seoul, Hàn Quốc với các thành viên cùng nhóm. Ngoài ra, anh và anh trai cũng mở một nhà hàng kiểu Nhật tại Seoul có tên là Ossu Seiromushi vào năm 2018.

### Sức khỏe
Tháng 3 năm 2022, Jin bị thương ở ngón trỏ trái và phải trải qua cuộc phẫu thuật để chỉnh sửa phần gân bị tổn thương, sau đó anh tạm vắng mặt trong một số tiết mục tại buổi hòa nhạc Permission to Dance on Stage của BTS ở Las Vegas, rút lui khỏi một số sự kiện của nhóm và phải ngồi trên ghế biểu diễn trong khi thực hiện phần hát của mình tại lễ trao giải Grammy lần thứ 64.

### Nghĩa vụ quân sự
Ngày 17 tháng 10 năm 2022, Big Hit thông báo rằng sau khi Jin phát hành đĩa đơn solo đầu tay của anh và hoàn thành các hoạt động quảng bá tiếp theo vào cuối tháng, anh sẽ nhập ngũ và thực hiện nghĩa vụ quân sự bắt buộc. Jin trước đó được hoãn nhập ngũ vào năm 2021—cho đến cuối năm 2022—sau những sửa đổi được thực hiện đối với đạo luật nghĩa vụ quân sự vào tháng 12 năm 2020. Ngày 4 tháng 11 năm 2022, Jin gửi đơn yêu cầu Cục Quản lý Nhân lực Quân đội (MMA) chấm dứt việc trì hoãn đó để thực hiện nghĩa vụ quân sự. Anh đã nhập ngũ với tư cách là lính tại ngũ vào ngày 13 tháng 12 năm 2022.

## Danh sách đĩa nhạc

### Đĩa đơn
| Tên                                                                                                | Năm  | Vị trí cao nhất | Vị trí cao nhất | Vị trí cao nhất | Vị trí cao nhất | Vị trí cao nhất | Vị trí cao nhất | Vị trí cao nhất | Vị trí cao nhất | Vị trí cao nhất | Vị trí cao nhất | Doanh số                                                                                  | Album                                               |
| Tên                                                                                                | Năm  | KOR             | AUS             | CAN             | HUN             | JPN Hot         | NZ Hot          | UK              | US              | US World        | WW              | Doanh số                                                                                  | Album                                               |
| -------------------------------------------------------------------------------------------------- | ---- | --------------- | --------------- | --------------- | --------------- | --------------- | --------------- | --------------- | --------------- | --------------- | --------------- | ----------------------------------------------------------------------------------------- | --------------------------------------------------- |
| "It's Definitely You" (죽어도 너야) (với V)                                                        | 2016 | 34              | —               | —               | 15              | —               | —               | —               | —               | 8               | —               | - KOR: 76.657                                                                             | Hwarang: The Poet Warrior Youth Original Soundtrack |
| "Tonight" (이 밤)                                                                                  | 2019 | —               | —               | —               | 22              | —               | —               | —               | —               | 3               | —               | - JPN: 3.034 (kỹ thuật số                                                                 | Đĩa đơn không có trong album                        |
| "Abyss"                                                                                            | 2020 | —               | —               | —               | 14              | —               | —               | —               | —               | 2               | —               | - JPN: 3.535 (kỹ thuật số                                                                 | Đĩa đơn không có trong album                        |
| "Yours"                                                                                            | 2021 | 30              | —               | —               | 9               | 66              | —               | —               | —               | 1               | 90              | - JPN: 10.971 (kỹ thuật số                                                                | Jirisan Original Soundtrack                         |
| "Super Tuna" (슈퍼 참치)                                                                           | 2021 | —               | —               | —               | 11              | —               | —               | —               | —               | 1               | —               | - JPN: 3.424 (kỹ thuật số                                                                 | Đĩa đơn không có trong album                        |
| "The Astronaut"                                                                                    | 2022 | 40              | 69              | 58              | 1               | 4               | 5               | 61              | 51              | 1               | 10              | - KOR: 799.992 (vật lý - JPN: 118.747 - US: 44.000 (kỹ thuật số - WW: 62.000 (kỹ thuật số | Đĩa đơn không có trong album                        |
| "—" biểu thị bản phát hành không ra mắt trên bảng xếp hạng hoặc không được phát hành ở khu vực đó. |      |                 |                 |                 |                 |                 |                 |                 |                 |                 |                 |                                                                                           |                                                     |

### Bài hát được xếp hạng khác
| Tên                                                                                                | Năm  | Vị trí cao nhất | Vị trí cao nhất | Vị trí cao nhất | Vị trí cao nhất | Vị trí cao nhất | Vị trí cao nhất | Vị trí cao nhất | Doanh số       | Album                 |
| Tên                                                                                                | Năm  | KOR Gaon        | KOR Hot         | FRA Dig.        | HUN             | SCO             | UK Dig.         | US World        | Doanh số       | Album                 |
| -------------------------------------------------------------------------------------------------- | ---- | --------------- | --------------- | --------------- | --------------- | --------------- | --------------- | --------------- | -------------- | --------------------- |
| "Awake"                                                                                            | 2016 | 31              | —               | —               | 9               | —               | —               | 6               | - KOR: 105.382 | Wings                 |
| "Epiphany"                                                                                         | 2018 | 30              | 5               | 61              | 5               | 60              | 54              | 4               | - US: 10.000   | Love Yourself: Answer |
| "Moon"                                                                                             | 2020 | 22              | 12              | —               | 11              | 64              | 61              | 4               | —              | Map of the Soul: 7    |
| "—" biểu thị bản phát hành không ra mắt trên bảng xếp hạng hoặc không được phát hành ở khu vực đó. |      |                 |                 |                 |                 |                 |                 |                 |                |                       |

### Bài hát khác
| Năm  | Tên                      | Định dạng                       | Ghi chú                                                                                     | Nguồn  |
| ---- | ------------------------ | ------------------------------- | ------------------------------------------------------------------------------------------- | ------ |
| 2013 | "Adult Child"            | Tải kỹ thuật số phát trực tuyến | với RM & Suga                                                                               | [ 87 ] |
| 2016 | "Awake" (Christmas ver.) | Tải kỹ thuật số phát trực tuyến | Phiên bản Holiday (Christmas) của "Awake" từ album Wings                                    | [ 15 ] |
| 2017 | "So Far Away"            | Tải kỹ thuật số phát trực tuyến | Phiên bản tái phát hành từ bản nhạc gốc của Suga; hợp tác với Jin & Jungkook thay cho Suran | [ 15 ] |

### Sáng tác
Tất cả các thông tin của bài hát đều được trích từ cơ sở dữ liệu của Hiệp hội Bản quyền Âm nhạc Hàn Quốc.
| Năm  | Nghệ sĩ | Album                                            | Bài hát                     |
| ---- | ------- | ------------------------------------------------ | --------------------------- |
| 2013 | BTS     | 2 Cool 4 Skool                                   | "Outro: Circle Room Cypher" |
| 2015 | BTS     | The Most Beautiful Moment in Life, Pt. 1         | "Outro: Love Is Not Over"   |
| 2015 | BTS     | The Most Beautiful Moment in Life, Pt. 1         | "Boyz with Fun"             |
| 2016 | BTS     | The Most Beautiful Moment in Life: Young Forever | "Love Is Not Over"          |
| 2016 | BTS     | Wings                                            | "Awake"                     |
| 2019 | Jin     | Đĩa đơn không có trong album                     | "Tonight"                   |
| 2020 | BTS     | Map of the Soul: 7                               | "Moon"                      |
| 2020 | BTS     | Đĩa đơn không có trong album                     | "In the Soop"               |
| 2020 | BTS     | Be                                               | "Stay"                      |
| 2020 | Jin     | Đĩa đơn không có trong album                     | "Abyss"                     |
| 2021 | Jin     | Đĩa đơn không có trong album                     | "Super Tuna"                |
| 2022 | Jin     | Đĩa đơn không có trong album                     | The Astronaut               |

## Danh sách phim

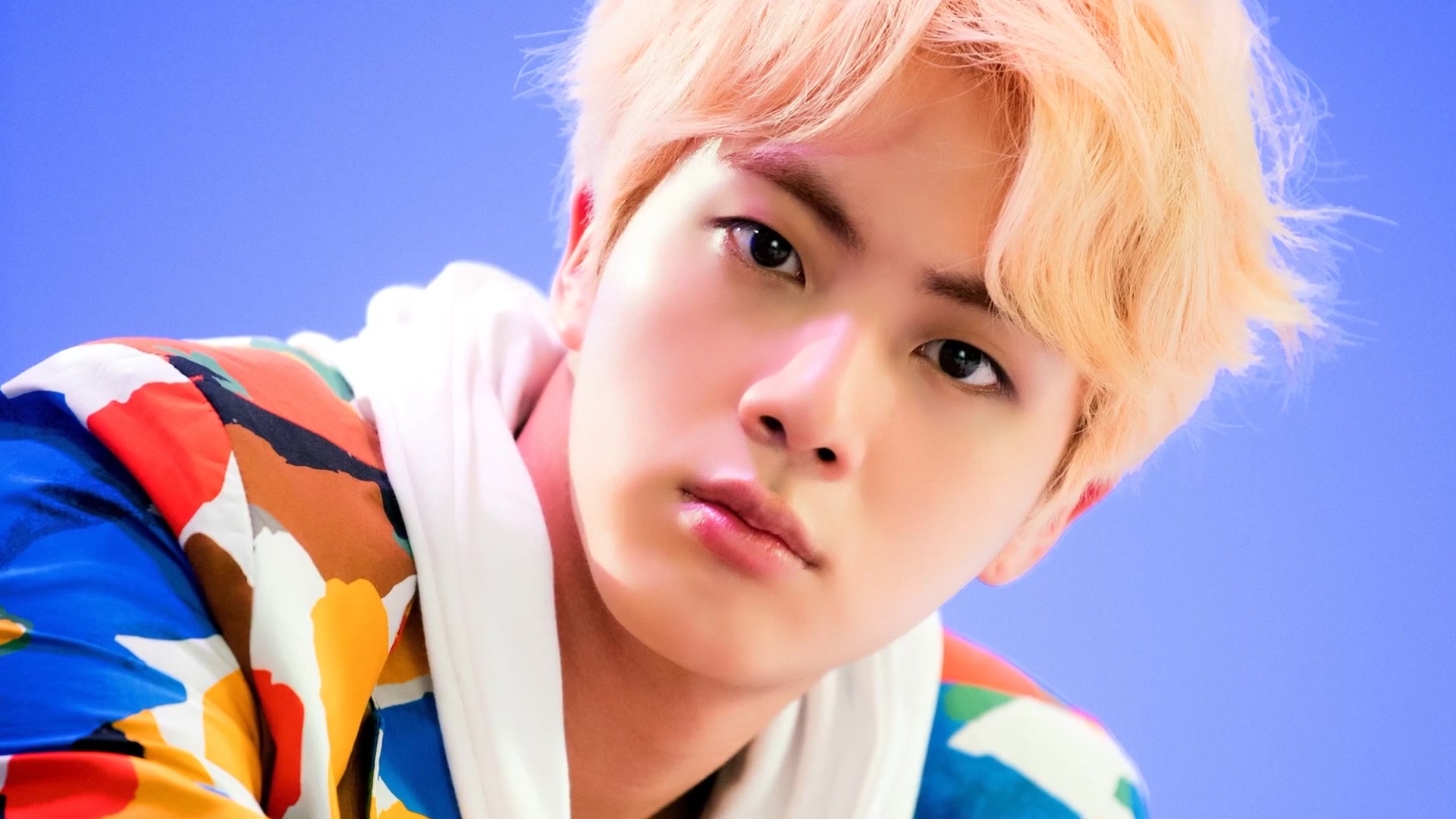
Jin vào tháng 7 năm 2018.

### Đoạn giới thiệu và phim ngắn
| Năm  | Tên        | Thời lượng | Đạo diễn                 | Nguồn  |
| ---- | ---------- | ---------- | ------------------------ | ------ |
| 2016 | "Awake #7" | 5:19       | Yong-seok Choi (Lumpens) | [ 90 ] |
| 2018 | "Epiphany" | 4:21       | Yong-seok Choi (Lumpens) | [ 91 ] |

### Chương trình truyền hình
| Năm  | Tên                              | Kênh | Vai                    | Ghi chú                                                                             | Nguồn  |
| ---- | -------------------------------- | ---- | ---------------------- | ----------------------------------------------------------------------------------- | ------ |
| 2016 | Inkigayo                         | SBS  | Người dẫn chương trình | với RM, Kei & Mijoo                                                                 | [ 92 ] |
| 2016 | M Countdown                      | Mnet | Người dẫn chương trình | với Jimin                                                                           | [ 93 ] |
| 2017 | M Countdown                      | Mnet | Người dẫn chương trình | với Jimin & J-Hope                                                                  | [ 94 ] |
| 2017 | Law of the Jungle in Kota Manado | SBS  | Bản thân               | tập 247–251                                                                         | [ 95 ] |
| 2017 | KBS Song Festival                | KBS  | Người dẫn chương trình | với Sana, Chanyeol, Irene, Solar, Mingyu (Seventeen), Yerin (GFriend) & Kang Daniel | [ 96 ] |
| 2018 | Music Bank                       | KBS  | Người dẫn chương trình | với Solbin (Laboum)                                                                 | [ 30 ] |
| 2018 | KBS Song Festival                | KBS  | Người dẫn chương trình | với Dahyun & Chanyeol                                                               | [ 97 ] |

## Giải thưởng và đề cử
| Giải thưởng        | Năm  | Hạng mục                | Đề cử                 | Kết quả | Nguồn  |
| ------------------ | ---- | ----------------------- | --------------------- | ------- | ------ |
| Melon Music Awards | 2017 | Nhạc phim xuất sắc nhất | "It's Definitely You" | Đề cử   | [ 98 ] |

## Chương trình âm nhạc

#### M Countdown
| Năm  | Ngày        | Bài hát         |
| ---- | ----------- | --------------- |
| 2022 | 10 tháng 11 | "The Astronaut" |